# Ivana Kobilca
Ivana Kobilca (20 de dezembro de 1861 - 4 de dezembro de 1926) foi uma pintora eslovena e é considerada a mais proeminente pintora feminina e uma figura-chave da identidade cultural eslovena. Ela foi uma pintora realista que estudou e trabalhou em Viena, Munique, Paris, Sarajevo, Berlim e Liubliana. Ela pintou principalmente pinturas a óleo e pastéis, enquanto seus desenhos são poucos. Os temas incluem naturezas-mortas, retratos, obras de gênero, alegorias e cenas religiosas. Ela era uma pessoa controversa, criticada por seguir movimentos que não se desenvolveram mais em períodos posteriores.